# 董敏莉
董敏莉（Monie Tung，1980年11月26日—），香港影視藝人、節目主持人和舞台劇演員。

## 簡歷
董敏莉6歲時曾報名參加無綫電視兒童節目《430穿梭機》，中學就讀於聖公會林護紀念中學，預科就讀循道中學，後畢業於香港大學文學院，主修歐洲研究及法國文學，於2004年正式加入娛樂圈。
初期她走歌手路線，曾發行過一張專輯《Monie Monie》，後來以拍攝電影及電視劇為主，其中在她主演過眾多電影裡，受到最重大注目的作品為《師奶唔易做》及《性工作者十日談》。
2013年起為新城知訊台主持娛樂節目《娛樂旗艦店》，直至2016年1月8日主持最後一集節目後，連同30多名DJ被新城電台一併辭退。

## 感情生活
2016年4月，董敏莉嫁給拍拖2年的律師才俊男友莊耀金。蜜月地點原打算英國，但因擔心歐洲政局不穩，因此決定將地點改為日本。2018年7月4日，在社交網站宣佈懷孕4個月。同年11月26日，即董38歲生日當天，剖腹誕下7.2磅女嬰莊子子，更笑言女兒成為玩具界KOL。

## 唱片
| 專輯 # | 專輯名稱    | 專輯類型 | 發行商   | 發行日期       | 曲目 |
| ------ | ----------- | -------- | -------- | -------------- | --- |
| 1st    | Monie Monie | AVCD     | 正東唱片 | 2004年11月23日 | 曲目 1. Computer Data 2. 飲食男女MV 3. 池畔派對MV 4. 遊客MV 5. 我叫Monie 6. 飲食男女 7. 池畔派對 8. 遊客 9. 我問我 10. 就你 11. Non-no 12. 網相症 |

## 單曲
- 2006年：《謝謝你》

## 派台歌曲
| 派台歌曲四台上榜最高位置 | 派台歌曲四台上榜最高位置 | 派台歌曲四台上榜最高位置 | 派台歌曲四台上榜最高位置 | 派台歌曲四台上榜最高位置 | 派台歌曲四台上榜最高位置 | 派台歌曲四台上榜最高位置 |
| ------------------------ | ------------------------ | ------------------------ | ------------------------ | ------------------------ | ------------------------ | ------------------------ |
| 唱片                     | 歌曲                     | 903                      | RTHK                     | 997                      | TVB                      | 備註                     |
| 2004年                   |                          |                          |                          |                          |                          |                          |
| Monie Monie              | 飲食男女                 | 10                       | -                        | -                        | -                        |                          |
| Monie Monie              | 遊客                     | 15                       | -                        | 5                        | -                        |                          |
| Monie Monie              | 池畔派對                 | 19                       | -                        | -                        | -                        |                          |
| Monie Monie              | 就你                     | 16                       | -                        | -                        | -                        |                          |

| 903 | RTHK | 997 | TVB | 備註              |
| 0   | 0    | 0   | 0   | 四台冠軍歌總數：0 |

## 電影
- 2003年：《新紮師姐》
- 2004年：《甜絲絲》飾 羅四喜
- 2005年：《半醉人間》
- 2005年：《AV》
- 2006年：《PG家長指引》
- 2006年：《鬼眼刑警》
- 2006年：《師奶唔易做》飾 Cherry
- 2006年：《傷城》
- 2007年：《性工作者十日談》
- 2007年：《單身部落》飾 美華
- 2007年：《危險人物》飾 Sandy
- 2007年：《十分愛》飾 Mary
- 2007年：《七月好風》（獨立電影）[7][8][9]
- 2008年：《無野之城》
- 2008年：《性工作者2我不賣身我賣子宮》
- 2009年：《游龍戲鳳》
- 2010年：《香港機密》
- 2015年：《碟仙碟仙》飾 董祖兒
- 2015年：《色模》
- 2019年：《極品閨蜜2019》(網絡電影)

## 電視劇
- 2004年：無綫電視劇《赤沙印記@四葉草.2》飾 方敏(Mon-mon)
- 2005年：台灣偶像劇《海豚愛上貓》
- 2006年：香港電台單元劇《小琴》
- 2006年：香港電台單元劇《歡樂滿屋》之 巡更
- 2006年：香港電台單元劇《左鄰右里III 滋家歌》
- 2007年：有線電視劇《補習天后》 飾 陸小魚
- 2008年：亞視電視劇《火蝴蝶》 飾 霍心思
- 2010年：香港電台單元劇《火速救兵》
- 2012年：香港電台單元劇《非凡工程夢》飾 ：梁穎詩之母(1967-1972時)、高中及成年後的梁穎詩
- 2019年：viutv劇集《假設性無罪》

## 微電影
- 2012年：GoYeah.com 《物‧語女子 （页面存档备份，存于）》- 螢光筆小姐 飾 乃蓁

## 廣告

### 入行前
- Nokia手提電話（平面廣告）
- 中銀Why Not信用卡（平面廣告）
- 雀巢甜筒（平面廣告）
- Reebok產品Catalog（平面廣告）
- Sony產品Catalog（平面廣告）
- 元氣壽司（平面廣告）
- Lavenus染髮劑（平面廣告）
- 日之泉蒸餾水（電視廣告）
- 灣仔水餃皇后（電視廣告）
- 中銀Why Not信用卡（電視廣告）
- 肯德基家鄉雞轉轉盤（電視廣告）

### 入行後
- 2004年：Lipton中國茶包（平面及電視廣告）
- 2006年：Pizza Hut N發現（電視廣告）
- 2012年：Mask House Celebrity Gel Mask Series（平面廣告）

## 舞臺劇
- 2004年：森美小儀歌劇團《早安啊!曼克頓》
- 2005年：三角關係劇團《快樂無罪4唔斷氣》
- 2009年：三角關係劇團《二十出頭》
- 2010年：三角關係劇團《親愛的, 維多利亞》（2010年5月）
- 2012年：A2劇團《波音情人》(re-run)（2012年7月）

## 曾參與節目
- 1986年：TVB兒童節目《430穿梭機》

## 電視節目

### 新城電台
- 《娛樂旗艦店》（新城知訊台 逢星期一至五 16:00-17:30）
- 《我最ENJOY‧八九拾》（新城數碼音樂台 逢星期三 20:00-21:00）
- 《法國，你好嗎？》（新城數碼音樂台 逢星期日 21:00-22:00）

### 香港電台Teen Power
- 2004年：半島冰室 I(其他主持：Angela、劉浩龍)
- 2009年：滋味科學
- 2010年：滋味科學 II

### 港台電視
- 2017年（嘉賓主持）：《五夜講場：講女時間》（其他主持：陳倩揚）

### 亞洲電視
- 2012年：娛樂CIA

### 香港有線電視
- 2008年：「峰」生水起精讀班掌相篇（其他主持：蘇民峰）
- 2008-2009年：高師傅美食俠客行（其他主持：高榮新）
- 2009年：高師傅美食傳奇（其他主持：高榮新）

### ViuTV
- 2016年：即日上映（其他主持：陳炳銓)

## 以嘉賓身份參與之節目
- 2009年：now香港台《Cooking媽嫲》
- 2012年：《大龍鳳》（商業電台深夜節目）

## 曾參與之音樂錄影帶
- 2004年：劉浩龍 - 《舊人》
- 2005年：劉日曦 - 《北風》

## 曾參與演唱會之嘉賓／演出
- 2004年：許冠傑繼續微笑演唱會嘉賓
- 2005年：環球10周年飛越音樂經典演唱會

## 外部連結
- 頭條日報頭條網名星資料 （页面存档备份，存于），2011年9月11日查閱
- 非官方Facebook專頁 （页面存档备份，存于）
- 董敏莉在香港影庫上的簡介
- 董敏莉的Instagram帳戶
- 董敏莉的新浪微博